# Grammy Awards 2007
Am 11. Februar 2007 wurden im Staples Center von Los Angeles die Grammy Awards 2007 verliehen. Zum 49. mal wurde der wichtigste US-amerikanische Musikpreis an die laut Jury besten Künstler des zurückliegenden Musikjahres vergeben. Gewürdigt wurden diesmal die Leistungen zwischen dem 1. Oktober 2005 und dem 30. September 2006.
Bei den Kategorien gab es kleinere Umbenennungen und Verschiebungen, wie im Vorjahr werden aber wieder 108 Grammys vergeben, die sich auf 32 Felder verteilen.
Musikalische Einlagen gab es u. a. von Beyoncé, Christina Aguilera, The Police, Dixie Chicks, Gnarls Barkley und den Red Hot Chili Peppers.
Großer Gewinner des Abends waren die Dixie Chicks, die noch gar nicht so lange zuvor wegen ihrer offenen Kritik am Irak-Krieg der USA in Ungnade gefallen waren und die mit fünf Grammys bei fünf Nominierungen, drei davon in Hauptkategorien, rehabilitiert wurden.
Die verbleibende Hauptkategorie ging an Carrie Underwood als bester Newcomerin, sie kam mit zwei weiteren Country-Grammys auf drei Trophäen, ebenso wie Mary J. Blige im R&B-Bereich, die aber nach acht Nominierungen etwas hinter den Erwartungen zurückblieb. Die Stars der Rockmusik waren einmal mehr die Red Hot Chili Peppers.

## Hauptkategorien
Single des Jahres (Record of the Year):
- "Not Ready To Make Nice" von den Dixie Chicks
- nominiert waren außerdem:
  - "Be Without You" von Mary J. Blige
  - "You're Beautiful" von James Blunt
  - "Crazy" von Gnarls Barkley
  - "Put Your Records On" von Corinne Bailey Rae

Album des Jahres (Album of the Year):
- Taking The Long Way von den Dixie Chicks
- nominiert waren außerdem:
  - St. Elsewhere von Gnarls Barkley
  - Continuum von John Mayer
  - Stadium Arcadium von den Red Hot Chili Peppers
  - FutureSex/LoveSounds von Justin Timberlake

Song des Jahres (Song of the Year):
- "Not Ready To Make Nice" von den Dixie Chicks
- nominiert waren außerdem:
  - "Be Without You" von Mary J. Blige
  - "Jesus, Take The Wheel" von Carrie Underwood
  - "Put Your Records On" von Corinne Bailey Rae
  - "You're Beautiful" von James Blunt

Bester neuer Künstler (Best New Artist):
- Carrie Underwood
- nominiert waren außerdem:
  - James Blunt
  - Chris Brown
  - Imogen Heap
  - Corinne Bailey Rae

## Pop
Beste weibliche Gesangsdarbietung – Pop (Best Female Pop Vocal Performance):
- „Ain't No Other Man“ von Christina Aguilera
- nominiert waren außerdem:
  - "Unwritten" von Natasha Bedingfield
  - "You Can Close Your Eyes" von Sheryl Crow
  - "Stupid Girls" von Pink
  - "Black Horse And The Cherry Tree" von KT Tunstall

Beste männliche Gesangsdarbietung – Pop (Best Male Pop Vocal Performance):
- „Waiting On The World To Change“ von John Mayer
- nominiert waren außerdem:
  - "You're Beautiful" von James Blunt
  - "Save Room" von John Legend
  - "Jenny Wren" von Paul McCartney
  - "Bad Day" von Daniel Powter

Beste Darbietung eines Duos oder einer Gruppe mit Gesang – Pop (Best Pop Performance By A Duo Or Group With Vocals):
- "My Humps" von den Black Eyed Peas
- nominiert waren außerdem:
  - "I Will Follow You Into The Dark" von Death Cab for Cutie
  - "Over My Head (Cable Car)" von The Fray
  - "Is It Any Wonder?" von Keane
  - "Stickwitu" von den Pussycat Dolls

Beste Zusammenarbeit mit Gesang – Pop (Best Pop Collaboration With Vocals):
- "For Once In My Life" von Tony Bennett & Stevie Wonder
- nominiert waren außerdem:
  - "One" von Mary J. Blige & U2
  - "Always On Your Side" von Sheryl Crow & Sting
  - "Promiscuous" von Nelly Furtado & Timbaland
  - "Hips Don’t Lie" von Shakira & Wyclef Jean

Beste Instrumentaldarbietung – Pop (Best Pop Instrumental Performance):
- "Mornin’" von George Benson (& Al Jarreau)
- nominiert waren außerdem:
  - "Drifting" von Enya
  - "Subterfuge" von Béla Fleck and the Flecktones
  - "Song H" von Bruce Hornsby
  - "My Favorite Things" vom Brian Setzer Orchestra

Bestes Instrumentalalbum – Pop (Best Pop Instrumental Album):
- "Fingerprints" von Peter Frampton
- nominiert waren außerdem:
  - "New Beginnings" von Gerald Albright
  - "Fire Wire" von Larry Carlton
  - "X" von Fourplay
  - "Wrapped In A Dream" von Spyro Gyra

Bestes Gesangsalbum – Pop (Best Pop Vocal Album):
- "Continuum" von John Mayer
- nominiert waren außerdem:
  - „Back To Basics“ von Christina Aguilera
  - "Back To Bedlam" von James Blunt
  - "The River In Reverse" von Elvis Costello & Allen Toussaint
  - "FutureSex/LoveSounds" von Justin Timberlake

## Dance
Beste Dance-Aufnahme (Best Dance Recording):
- "SexyBack" von Justin Timberlake & Timbaland (Produzenten: Danja, Timbaland, Justin Timberlake; Mix: Jimmy Douglass)
- nominiert waren außerdem:
  - "Suffer Well" von Depeche Mode (Produzent: Ben Hillier; Mix: Steve Fitzmaurice, Ben Hillier)
  - "Ooh La La" von Goldfrapp (Produzenten: Goldfrapp; Mix: Mark Stent)
  - "Get Together" von Madonna (Produzenten: Madonna, Stuart Price; Mix: Mark Stent)
  - "I'm With Stupid" von den Pet Shop Boys (Produzent: Trevor Horn; Mix: Robert Orton)

Bestes Electronic-/Dance-Album (Best Electronic/Dance Album):
- Confessions On A Dance Floor von Madonna
- nominiert waren außerdem:
  - Supernature von Goldfrapp
  - A Lively Mind von Oakenfold
  - Fundamental von den Pet Shop Boys
  - The Garden von Zero 7

## Traditioneller Pop
Bestes Gesangsalbum – Traditioneller Pop (Best Traditional Pop Vocal Album):
- Duets: An American Classic von Tony Bennett
- nominiert waren außerdem:
  - Caught In The Act von Michael Bublé
  - Wintersong von Sarah McLachlan
  - Bette Midler Sings The Peggy Lee Songbook von Bette Midler
  - Timeless Love von Smokey Robinson

## Rock
Beste Solo-Gesangsdarbietung – Rock (Best Solo Rock Vocal Performance):
- "Someday Baby" von Bob Dylan
- nominiert waren außerdem:
  - "Nausea" von Beck
  - "Route 66" von John Mayer
  - "Saving Grace" von Tom Petty
  - "Lookin' For A Leader" von Neil Young

Beste Darbietung eines Duos oder einer Gruppe mit Gesang – Rock (Best Rock Performance By A Duo Or Group With Vocals):
- "Dani California" von den Red Hot Chili Peppers
- nominiert waren außerdem:
  - "Talk" von Coldplay
  - "How To Save A Life" von The Fray
  - "Steady, As She Goes" von den Raconteurs
  - "The Saints Are Coming" von U2 & Green Day

Beste Hard-Rock-Darbietung (Best Hard Rock Performance):
- "Woman" von Wolfmother
- nominiert waren außerdem:
  - "Crazy Bitch" von Buckcherry
  - "Every Day Is Exactly The Same" von den Nine Inch Nails
  - "Lonely Day" von System of a Down
  - "Vicarious" von Tool

Beste Metal-Darbietung (Best Metal Performance):
- "Eyes Of The Insane" von Slayer
- nominiert waren außerdem:
  - "Redneck" von Lamb of God
  - "Colony Of Birchmen" von Mastodon
  - "Lies, Lies, Lies" von Ministry
  - "30/30-150" von Stone Sour

Beste Darbietung eines Rockinstrumentals (Best Rock Instrumental Performance):
- "The Wizard Turns On..." von den Flaming Lips
- nominiert waren außerdem:
  - "Chun Li's Flying Bird Kick" von den Arctic Monkeys
  - "Black Hole Sun" von Peter Frampton
  - "Castellorizon" von David Gilmour
  - "Super Colossal" von Joe Satriani

Bester Rocksong (Best Rock Song):
- "Dani California" von den Red Hot Chili Peppers (Autoren: Flea, John Frusciante, Anthony Kiedis, Chad Smith)
- nominiert waren außerdem:
  - "Chasing Cars" von Snow Patrol (Autoren: Nathan Connolly, Gary Lightbody, Johnny Quinn, Tom Simpson, Paul Wilson)
  - "Lookin' For A Leader" von Neil Young (Autor: Neil Young)
  - "Someday Baby" von Bob Dylan (Autor: Bob Dylan)
  - "When You Were Young" von den Killers (Autoren: Brandon Flowers, Dave Keuning, Mark Stoermer, Ronnie Vannucci)

Bestes Rock-Album (Best Rock Album):
- Stadium Arcadium von den Red Hot Chili Peppers
- nominiert waren außerdem:
  - Try! vom John Mayer Trio
  - Highway Companion von Tom Petty
  - Broken Boy Soldiers von den Raconteurs
  - Living With War von Neil Young

## Alternative
Bestes Alternative-Album (Best Alternative Music Album):
- St. Elsewhere von Gnarls Barkley
- nominiert waren außerdem:
  - Whatever People Say I Am, That’s What I’m Not von den Arctic Monkeys
  - At War With The Mystics von den Flaming Lips
  - Show Your Bones von den Yeah Yeah Yeahs
  - The Eraser von Thom Yorke

## Rhythm & Blues
Beste weibliche Gesangsdarbietung – R&B (Best Female R&B Vocal Performance):
- Be Without You von Mary J. Blige
- nominiert waren außerdem:
  - Ring the Alarm von Beyoncé
  - Don’t Forget About Us von Mariah Carey
  - Day Dreaming von Natalie Cole
  - I Am Not My Hair von India.Arie

Beste männliche Gesangsdarbietung – R&B (Best Male R&B Vocal Performance):
- "Heaven" von John Legend
- nominiert waren außerdem:
  - "So Sick" von Ne-Yo
  - "Black Sweat" von Prince
  - "I Call It Love" von Lionel Richie
  - "Got You Home" von Luther Vandross

Beste Darbietung eines Duos oder einer Gruppe mit Gesang – R&B (Best R&B Performance By A Duo Or Group With Vocals):
- "Family Affair" von John Legend featuring Joss Stone und Van Hunt
- nominiert waren außerdem:
  - "Breezin’" von George Benson & Al Jarreau
  - "Love Changes" von Jamie Foxx feat. Mary J. Blige
  - "Everyday (Family Reunion)" von Chaka Khan, Gerald Levert, Yolanda Adams & Carl Thomas
  - "Beautiful, Loved And Blessed" von Prince & Támar Davis

Beste Gesangsdarbietung – Traditioneller R&B (Best Traditional R&B Vocal Performance):
- "God Bless The Child" von George Benson & Al Jarreau featuring Jill Scott
- nominiert waren außerdem:
  - "Christmas Time Is Here" von Anita Baker
  - "I Found My Everything" von Mary J. Blige featuring Raphael Saadiq
  - "You Are So Beautiful" von Sam Moore featuring Billy Preston, Zucchero, Eric Clapton & Robert Randolph
  - "How Sweet It Is (To Be Loved By You)" von den Temptations

Beste Urban-/Alternative-Darbietung (Best Urban/Alternative Performance):
- Crazy von Gnarls Barkley
- nominiert waren außerdem:
  - That Heat von Sérgio Mendes featuring Erykah Badu & Will.i.am
  - Mas que nada von Sergio Mendes featuring The Black Eyed Peas
  - Idlewild Blue (Don't Chu Worry 'Bout Me) von OutKast
  - 3121 von Prince

Bester R&B-Song (Best R&B Song):
- Be Without You von Mary J. Blige (Autoren: Johntá Austin, Mary J. Blige, Bryan-Michael Cox, Jason Perry)
- nominiert waren außerdem:
  - Black Sweat von Prince (Autor: Prince)
  - Déjà Vu von Beyoncé featuring Jay-Z (Autoren: Shawn Carter, Rodney Jerkins, Beyoncé Knowles, Makeba Riddick, Keli Nicole Price, Delisha Thomas, John Webb)
  - Don’t Forget About Us von Mariah Carey (Autoren: Johnta Austin, Mariah Carey, Bryan-Michael Cox, Jermaine Dupri)
  - I Am Not My Hair von India.Arie (Autoren: Drew Ramsey, Shannon Sanders, India Arie Simpson)

Bestes R&B-Album (Best R&B Album):
- The Breakthrough von Mary J. Blige
- nominiert waren außerdem:
  - Unpredictable von Jamie Foxx
  - Testimony: Vol. 1, Life & Relationship von India.Arie
  - 3121 von Prince
  - Coming Home von Lionel Richie

Bestes zeitgenössisches R&B-Album (Best Contemporary R&B Album):
- B’Day von Beyoncé
- nominiert waren außerdem:
  - Chris Brown von Chris Brown
  - 20 Y. O. von Janet Jackson
  - Kelis Was Here von Kelis
  - In My Own Words von Ne-Yo

## Rap
Beste Solodarbietung – Rap (Best Rap Solo Performance):
- "What You Know" von T. I.
- nominiert waren außerdem:
  - "Touch It" von Busta Rhymes
  - "We Run This" von Missy Elliott
  - "Kick, Push" von Lupe Fiasco
  - "Undeniable" von Mos Def

Beste Darbietung eines Duos oder einer Gruppe – Rap (Best Rap Performance By A Duo Or Group):
- "Ridin’" von Chamillionaire featuring Krayzie Bone
- nominiert waren außerdem:
  - "Georgia" von Ludacris & Field Mob (featuring Jamie Foxx)
  - "Grillz" von Nelly featuring Paul Wall, Ali & Gipp
  - "Mighty "O" "von OutKast
  - "Don't Feel Right" von den Roots

Beste Zusammenarbeit – Rap/Gesang (Best Rap/Sung Collaboration):
- "My Love" von Justin Timberlake featuring T. I.
- nominiert waren außerdem:
  - "Smack That" von Akon featuring Eminem
  - "Déjà Vu" von Beyoncé featuring Jay-Z
  - "Shake That" von Eminem featuring Nate Dogg
  - "Unpredictable" von Jamie Foxx featuring Ludacris

Bester Rap-Song (Best Rap Song):
- "Money Maker" von Ludacris featuring Pharrell (Autoren: Christopher Bridges, Pharrell Williams)
- nominiert waren außerdem:
  - "It’s Goin’ Down" von Yung Joc (Autoren: Chadron Moore, Jasiel Robinson)
  - "Kick, Push" von Lupe Fiasco (Autor: Wasalu Muhammad Jaco)
  - "Ridin’" von Chamillionaire featuring Krayzie Bone (Autoren: Anthony Henderson, J. Salinas, O. Salinas, Hakeem Seriki)
  - "What You Know" von T. I. (Autoren: Gabriel Arillo, Aldrian Davis, Clifford Harris Jr.; Donny Hathaway, Leroy Hutson, Curtis Mayfield, Billy Roberts)

Bestes Rap-Album (Best Rap Album):
- Release Therapy von Ludacris
- nominiert waren außerdem:
  - Lupe Fiasco's Food & Liquor von Lupe Fiasco
  - In My Mind von Pharrell
  - Game Theory von den Roots
  - King von T. I.

## Country
Beste weibliche Gesangsdarbietung – Country (Best Female Country Vocal Performance):
- Jesus, Take The Wheel von Carrie Underwood
- nominiert waren außerdem:
  - Kerosene von Miranda Lambert
  - I Still Miss Someone von Martina McBride
  - Something's Gotta Give von LeAnn Rimes
  - I Don't Feel Like Loving You Today – Gretchen Wilson

Beste männliche Gesangsdarbietung – Country (Best Male Country Vocal Performance):
- The Reason Why von Vince Gill
- nominiert waren außerdem:
  - Every Mile A Memory von Dierks Bentley
  - The Seashores Of Old Mexico von George Strait
  - Would You Go With Me von Josh Turner
  - Once In A Lifetime von Keith Urban

Beste Countrydarbietung eines Duos oder einer Gruppe (Best Country Performance By A Duo Or Group With Vocal):
- Not Ready To Make Nice von den Dixie Chicks
- nominiert waren außerdem:
  - Heaven's My Home von den Duhks
  - Boondocks von Little Big Town
  - What Hurts The Most von den Rascal Flatts
  - Leave The Pieces von den The Wreckers

Beste Zusammenarbeit mit Gesang – Country (Best Country Collaboration With Vocals):
- Who Says You Can't Go Home von Bon Jovi & Jennifer Nettles
- nominiert waren außerdem:
  - Tomorrow Is Forever von Solomon Burke & Dolly Parton
  - Calling Me von Kenny Rogers & Don Henley
  - Midnight Angel von Rhonda Vincent & Bobby Osborne
  - Love Will Always Win von Trisha Yearwood & Garth Brooks

Bestes Darbietung eines Countryinstrumentals (Best Country Instrumental Performance):
- Whiskey Before Breakfast von Bryan Sutton & Doc Watson
- nominiert waren außerdem:
  - Jerusalem Ridge von Casey Driessen
  - Gameshow Rag / Cannonball Rag von Tommy Emmanuel
  - The Eleventh Reel von Chris Thile
  - Nature Of The Beast von Jim VanCleve

Bester Countrysong (Best Country Song):
- Jesus, Take The Wheel von Carrie Underwood (Autoren: Brett James, Hillary Lindsey, Gordie Sampson)
- nominiert waren außerdem:
  - Every Mile A Memory von Dierks Bentley (Autoren: Brett Beavers, Dierks Bentley, Steve Bogard)
  - I Don't Feel Like Loving You Today von Gretchen Wilson (Autoren: Matraca Berg, Jim Collins)
  - Like Red On A Rose von Alan Jackson (Autoren: Melanie Castleman, Robert Lee Castleman)
  - What Hurts The Most von den Rascal Flatts (Autoren: Steve Robson, Jeffrey Steele)

Bestes Countryalbum (Best Country Album):
- Taking The Long Way von den Dixie Chicks
- nominiert waren außerdem:
  - Like Red On A Rose von Alan Jackson
  - The Road To Here von Little Big Town
  - You Don't Know Me: The Songs Of Cindy Walker von Willie Nelson
  - You Man von Josh Turner

Bestes Bluegrass-Album (Best Bluegrass Album):
- Instrumentals von Ricky Skaggs And Kentucky Thunder
- nominiert waren außerdem:
  - Long List Of Heartaches von den Grascals
  - Bluegrass von Jim Lauderdale
  - Live At The Ryman von Marty Stuart And His Fabulous Superlatives
  - All American Bluegrass Girl von Rhonda Vincent

## New Age
Bestes New-Age-Album (Best New Age Album):
- "Amarantine" von Enya
- nominiert waren außerdem:
  - "A Posteriori" von Enigma
  - "Beyond Words" von Gentle Thunder with Will Clipman & AmoChip Dabney
  - "Elements Series: Fire" von Peter Kater
  - "The Magical Journeys Of Andreas Vollenweider" von Andreas Vollenweider

## Jazz
Bestes zeitgenössisches Jazzalbum (Best Contemporary Jazz Album):
- "The Hidden Land" von Béla Fleck & The Flecktones
- nominiert waren außerdem:
  - "People People Music Music" vom Groove Collective
  - "Rewind That" von Christian Scott
  - "Sexotica" von Sex Mob
  - "Who Let The Cats Out?" von Mike Stern

Bestes Jazz-Gesangsalbum (Best Jazz Vocal Album):
- "Turned To Blue" von Nancy Wilson
- nominiert waren außerdem:
  - "Footprints" von Karrin Allyson
  - "Easy To Love" von Roberta Gambarini
  - "Live At Jazz Standard With Fred Hersch" von Nancy King
  - "From This Moment On" von Diana Krall

Bestes Jazz-Instrumentalsolo (Best Jazz Instrumental Solo):
- Some Skunk Funk von Michael Brecker
- nominiert waren außerdem:
  - Paq Man von Paquito D’Rivera
  - Freedom Jazz Dance von Taylor Eigsti
  - Hippidy Hop (Schlagzeugsolo) von Roy Haynes
  - Hope von Branford Marsalis

Bestes Jazz-Instrumentalalbum, Einzelkünstler oder Gruppe (Best Jazz Instrumental Album, Individual or Group):
- "The Ultimate Adventure" von Chick Corea
- nominiert waren außerdem:
  - "Sound Grammar" von Ornette Coleman
  - "Trio Beyond – Saudades" von Jack DeJohnette, Larry Goldings & John Scofield
  - "Beyond The Wall" von Kenny Garrett
  - "Sonny, Please" von Sonny Rollins

Bestes Album eines Jazz-Großensembles (Best Large Jazz Ensemble Album):
- "Some Skunk Funk" von Randy Brecker mit Michael Brecker, Jim Beard, Will Lee, Peter Erskine, Marcio Doctor und der WDR Big Band Köln unter Leitung von Vince Mendoza
- nominiert waren außerdem:
  - "Spirit Music" von Bob Brookmeyer und dem New Art Orchestra
  - "Streams Of Expression" vom Joe Lovano Ensemble
  - "Live In Tokyo At The Blue Note" von der Mingus Big Band
  - "Up From The Skies – Music of Jim McNeely" vom Vanguard Jazz Orchestra

Bestes Latin-Jazz-Album (Best Latin Jazz Album):
- "Simpático" von Brian Lynch / Eddie Palmieri Project
- nominiert waren außerdem:
  - "Codes" von Ignacio Berroa
  - "Cubist Music" von Edsel Gomez
  - "Absolute Quintet" von Dafnis Prieto
  - "Viva" von Diego Urcola, Edward Simon, Avishai Cohen, Antonio Sanchez & Pernell Saturnino

## Gospel
Beste Gospeldarbietung (Best Gospel Performance):
- Victory von Yolanda Adams
- nominiert waren außerdem:
  - Not Forgotten von Israel & New Breed
  - The Blessing Of Abraham von Donald Lawrence & The Tri-City Singers
  - Made To Worship von Chris Tomlin
  - Victory von Tye Tribbett & G. A.

Bester Gospelsong (Best Gospel Song):
- Imagine Me von Kirk Franklin (Autor: Kirk Franklin)
- nominiert waren außerdem:
  - The Blessing Of Abraham von Donald Lawrence & The Tri-City Singers (Autor: Donald Lawrence)
  - Mountain Of God von Third Day (Autoren: Brown Bannister, Mac Powell)
  - Not Forgotten von Israel & New Breed (Autoren: Israel Houghton, Aaron Lindsey)
  - Victory von Tye Tribbett & G. A. (Autor: Tye Tribbett)

Bestes Rock- oder Rap-Gospel-Album (Best Rock Or Rap Gospel Album):
- "Turn Around" von Jonny Lang
- nominiert waren außerdem:
  - "DecembeRadio" von DecembeRadio
  - "Where The Past Meets Today" von Sarah Kelly
  - "End Of Silence" von Red
  - "Bone-A-Fide" von T-Bone

Bestes zeitgenössisches / Pop-Gospelalbum (Best Pop / Contemporary Gospel Album):
- "Wherever You Are" von Third Day
- nominiert waren außerdem:
  - "Sound Of Melodies" von Leeland
  - "Coming Up To Breathe" von MercyMe
  - "See The Morning" von Chris Tomlin
  - "Introducing Ayiesha Woods" von Ayiesha Woods

Bestes Southern-, Country- oder Bluegrass-Gospelalbum (Best Southern, Country, Or Bluegrass Gospel Album):
- "Glory Train" von Randy Travis
- nominiert waren außerdem:
  - "Kenny Bishop" von Kenny Bishop
  - "Give It Away" von Gaither Vocal Band
  - "Precious Memories" von Alan Jackson
  - "The Promised Land" von der Del McCoury Band

Bestes traditionelles Gospelalbum (Best Traditional Gospel Album):
- "Alive In South Africa" von Israel & New Breed
- nominiert waren außerdem:
  - "An Invitation To Worship" von Byron Cage
  - "Paved The Way" von The Caravans
  - "Still Keeping It Real" von den Dixie Hummingbirds
  - "Finalé Act One" von Donald Lawrence & The Tri-City Singers

Bestes zeitgenössisches R&B-Gospelalbum (Best Contemporary R&B Gospel Album):
- "Hero" von Kirk Franklin
- nominiert waren außerdem:
  - "Set Me Free" von Myron Butler & Levi
  - "A Timeless Christmas" von Israel & New Breed
  - "This Is Me" von Kierra Kiki Sheard
  - "Victory Live!" von Tye Tribbett & G. A.

## Latin
Bestes Latin-Pop-Album (Best Latin Pop Album):
- "Adentro" von Arjona
- "Limón y sal" von Julieta Venegas
- nominiert waren außerdem:
  - "Lo que trajo el barco" von Obie Bermúdez
  - "Individual" von Fulano
  - "Trozos de mi alma 2" von Marco Antonio Solís

Bestes Latin-Rock-, Alternative- oder Urban-Album (Best Latin Rock, Alternative Or Urban Album):
- "Amar es combatir" von Maná
- nominiert waren außerdem:
  - "Lo demás es plástico" von Black:Guayaba
  - "The Underdog / El subestimado" von Tego Calderón
  - "Calle 13" von Calle 13
  - "Superpop Venezuela" von den Amigos Invisibles

Bestes Tropical-Latinalbum (Best Tropical Latin Album):
- "Directo al corazón" von Gilberto Santa Rosa
- nominiert waren außerdem:
  - "Fuzionando" von Oscar D'Leon
  - "Salsatón: Salsa con reggaetón" von Andy Montañez
  - "Hoy, mañana y siempre" von Tito Nieves
  - "What You've Been Waiting For – Lo que esperabas" von Tiempo Libre

Bestes mexikanisches / mexikanisch-amerikanisches Album (Best Mexican / Mexican-American Album):
- "Historias de mi tierra" von Pepe Aguilar
- nominiert waren außerdem:
  - "No es brujería" von Ana Bárbara
  - "25 Aniversario" von Mariachi Sol De Mexico De José Hernández
  - "A toda ley" von Pablo Montero
  - "Orgullo de mujer" von Alicia Villarreal

Bestes Tejano-Album (Best Tejano Album):
- "Sigue el Taconazo" von Chente Barrera y Taconazo
- nominiert waren außerdem:
  - "It's ... All Right" von Jimmy Edward
  - "Live In Session" von Bob Gallarza
  - "All Of Me" von Jay Perez
  - "Rebecca Valadez" von Rebecca Valadez

Bestes Norteño-Album (Best Norteño Album):
- "Historias que contar" von den Tigres Del Norte
- nominiert waren außerdem:
  - "Algo de mí" von Conjunto Primavera
  - "Puro pa' arriba" von den Huracanes Del Norte
  - "Piénsame un momento" von Pesado
  - "Prefiero la soledad" von Retoño

Bestes Banda-Album (Best Banda Album):
- "Más allá del sol" von Joan Sebastian
- nominiert waren außerdem:
  - "20 vil heridas" von Banda Machos
  - "Mas fuerte que nunca" von Banda El Recodo de Cruz Lizárraga
  - "Amor gitano" von Cuisillos
  - "A mucha honra" von Ezequiel Peña

## Blues
Bestes traditionelles Blues-Album (Best Traditional Blues Album):
- "Risin' With The Blues" von Ike Turner
- nominiert waren außerdem:
  - "Brother To The Blues" von Tab Benoit with Louisiana's Leroux
  - "Bronx In Blue" von Dion
  - "People Gonna Talk" von James Hunter
  - "Guitar Groove-A-Rama" von Duke Robillard

Bestes zeitgenössisches Blues-Album (Best Contemporary Blues Album):
- "After The Rain" von Irma Thomas
- nominiert waren außerdem:
  - "Live From Across The Pond" von der Robert Cray Band
  - "Sippiana Hericane" von Dr. John & The Lower 911
  - "Suitcase" von Keb’ Mo’
  - "Hope And Desire" von Susan Tedeschi

## Folk
Bestes traditionelles Folkalbum (Best Traditional Folk Album):
- " We Shall Overcome: The Seeger Sessions " von Bruce Springsteen
- nominiert waren außerdem:
  - "I Stand Alone" von Ramblin’ Jack Elliott
  - "Gonna Let It Shine" von Odetta
  - "Adieu False Heart" von Linda Ronstadt & Ann Savoy
  - "A Distant Land To Roam" von Ralph Stanley

Bestes zeitgenössisches Folk- / Americana-Album (Best Contemporary Folk / Americana Album):
- "Modern Times" von Bob Dylan
- nominiert waren außerdem:
  - "Solo Acoustic Vol. 1" von Jackson Browne
  - "Black Cadillac" von Rosanne Cash
  - "Workbench Songs" von Guy Clark
  - "All The Roadrunning" von Mark Knopfler & Emmylou Harris

Bestes Album mit indianischer Musik (Best Native American Music Album):
- "Dance With The Wind" von Mary Youngblood
- nominiert waren außerdem:
  - "Voice Of The Drum" von Black Eagle
  - "Heart Of The Wind" von Robert Tree Cody & Will Clipman
  - "American Indian Story" von Jana Mashonee
  - "Long Winter Nights" von Northern Cree & Friends

Bestes Album mit hawaiischer Musik (Best Hawaiian Music Album):
- "Legends Of Hawaiian Slack Key Guitar – Live From Maui" von verschiedenen Interpreten (Produzenten: Daniel Ho, George Kahumoku junior, Paul Konwiser, Wayne Wong)
- nominiert waren außerdem:
  - "Generation Hawai'i" von Amy Hānaialiʻi
  - "Grandmaster Slack Key Guitar" von Ledward Ka'apana
  - "The Wild Hawaiian" von Henry Kapono
  - "Hawaiian Slack Key Kings" von verschiedenen Interpreten (Produzenten: Chris Lau, Milton Lau)

## Reggae
Bestes Reggae-Album (Best Reggae Album):
- Love Is My Religion von Ziggy Marley
- nominiert waren außerdem:
  - Too Bad von Buju Banton
  - Youth von Matisyahu
  - Rhythm Doubles von Sly & Robbie
  - Who You Fighting For von UB40

## Weltmusik
Bestes traditionelles Weltmusikalbum (Best Traditional World Music Album):
- "Blessed" vom Soweto Gospel Choir
- nominiert waren außerdem:
  - "Music Of Central Asia Vol. 2: Invisible Face Of The Beloved: Classical Music Of The Tajiks And Uzbeks" von der Academy Of Maqâm
  - "Endless Vision" von Hossein Alizadeh & Djivan Gasparyan
  - "Hambo In The Snow" von Andrea Hoag, Loretta Kelley & Charlie Pilzer
  - "Golden Strings Of The Sarode" von Aashish Khan & Zakir Hussain

Bestes zeitgenössisches Weltmusikalbum (Best Contemporary World Music Album):
- "Wonder Wheel (Lyrics By Woody Guthrie)" von den Klezmatics
- nominiert waren außerdem:
  - "Tiki" von Richard Bona
  - "M'Bemba" von Salif Keïta
  - "Long Walk To Freedom" von Ladysmith Black Mambazo
  - "Savane" von Ali Farka Touré

## Polka
Bestes Polkaalbum (Best Polka Album):
- "Polka In Paradise" von Jimmy Sturr & His Orchestra
- nominiert waren außerdem:
  - "Batteries Not Included" von Eddy Blazonczyk’s Versatones
  - "As Sweet As Candy" von Lenny Gomulka & Chicago Push
  - "Party Dress" von LynnMarie & The Boxhounds
  - "Good Friends Good Music" von Walter Ostanek & Fred Ziwich

## Für Kinder
Bestes Musikalbum für Kinder (Best Musical Album For Children):
- "Catch That Train!" von Dan Zanes And Friends
- nominiert waren außerdem:
  - "Baby Einstein – Meet The Orchestra" von verschiedenen Interpreten (Produzenten: Ted Kryczko, Ed Mitchell)
  - "Beethoven's Wig 3: Many More Sing Along Symphonies" von Beethoven's Wig
  - "My Best Day" von Trout Fishing In America
  - "The Sunny Side Of The Street" von John Lithgow

Bestes gesprochenes Album für Kinder (Best Spoken Word Album For Children):
- "Blah Blah Blah: Stories About Clams, Swamp Monsters, Pirates & Dogs" von Bill Harley
- nominiert waren außerdem:
  - "Christmas In The Trenches" von John McCutcheon
  - "Disney's Little Einsteins Musical Missions" von verschiedenen Interpreten (Produzenten: Ted Kryczko, Ed Mitchell)
  - "Peter Pan" von Jim Dale
  - "The Witches" von Lynn Redgrave

## Sprache
Bestes gesprochenes Album (Best Spoken Word Album):
- "Our Endangered Values: America's Moral Crisis" von Jimmy Carter
- "With Ossie And Ruby: In This Life Together von Ossie Davis & Ruby Dee
- nominiert waren außerdem:
  - "I Shouldn't Even Be Doing This!" von Bob Newhart
  - "New Rules – Polite Musings From A Timid Observer" von Bill Maher
  - "The Truth (With Jokes)" von Al Franken

## Comedy
Bestes Comedyalbum (Bestes Comedy Album):
- "The Carnegie Hall Performance" von Lewis Black
- nominiert waren außerdem:
  - "Blue Collar Comedy Tour – One For The Road" von Bill Engvall, Ron White, Jeff Foxworthy & Larry the Cable Guy
  - "Life Is Worth Losing" von George Carlin
  - "Straight Outta Lynwood" von Weird Al Yankovic
  - "You Can't Fix Stupid" von Ron White

## Musical Show
Bestes Musical-Show-Album (Best Musical Show Album):
- "Jersey Boys" von der Original-Broadway-Besetzung mit Christian Hoff, Daniel Reichard, J. Robert Spencer, John Lloyd Young und Anderen (Musik: Bob Gaudio; Text: Bob Crewe; Produzent: Bob Gaudio)
- nominiert waren außerdem:
  - "The Color Purple" von der Original-Broadway-Besetzung mit LaChanze, Elisabeth Withers-Mendes und Anderen (Autoren: Stephen Bray, Brenda Russell, Allee Willis; Produzent: Jay David Saks)
  - "The Drowsy Chaperone" von der Original-Broadway-Besetzung mit Bob Martin, Sutton Foster, Beth Leavel und Anderen (Autoren: Lisa Lambert, Greg Morrison; Produzenten: Krt Deutsch, Joel Moss, Phil Reno)
  - "The Pajama Game" von der neuen Broadway-Besetzung mit Harry Connick Jr., Kelli O’Hara und Anderen (Autoren: Richard Adler, Jerry Ross; Produzenten: Harry Connick Jr., Tracey Freeman)
  - "Sweeney Todd – The Demon Barber of Fleet Street" von der Broadway-Besetzung mit Patti LuPone, Michael Cerveris und Anderen (Autor: Stephen Sondheim; Produzent: Tommy Krasker)

## Film / Fernsehen / visuelle Medien
Bestes zusammengestelltes Soundtrackalbum für Film, Fernsehen oder visuelle Medien (Best Compilation Soundtrack Album For Motion Picture, Television Or Other Visual Media):
- Walk the Line von Joaquin Phoenix (und verschiedenen Interpreten) (Produzent: T Bone Burnett)
- nominiert waren außerdem:
  - Brokeback Mountain von verschiedenen Interpreten (Produzent: Gustavo Santaolalla)
  - Cars von verschiedenen Interpreten (Produzenten: Chris Montan, Randy Newman)
  - Grey’s Anatomy – Volume 2 von verschiedenen Interpreten (Produzenten: Mitchell Leib, Alexandra Patsavas)
  - Little Miss Sunshine von Devotchka (und verschiedenen Interpreten) (Produzent: Mychael Danna)

Bestes komponiertes Soundtrackalbum für Film, Fernsehen oder visuelle Medien (Best Score Soundtrack Album For Motion Picture, Television Or Other Visual Media):
- Die Geisha (Komponist: John Williams)
- nominiert waren außerdem:
  - Die Chroniken von Narnia: Der König von Narnia (Komponist: Harry Gregson-Williams)
  - The Da Vinci Code – Sakrileg (Komponist: Hans Zimmer)
  - München (Komponist: John Williams)
  - Pirates of the Caribbean – Fluch der Karibik 2 (Komponist: Hans Zimmer)

Bester Song geschrieben für Film, Fernsehen oder visuelle Medien (Best Song Written For Motion Picture, Television Or Other Visual Media):
- Our Town von James Taylor aus dem Film Cars (Autor: Randy Newman)
- nominiert waren außerdem:
  - Can't Take It In von Imogen Heap aus dem Film Die Chroniken von Narnia: Der König von Narnia (Autor: Imogen Heap)
  - I Need to Wake Up von Melissa Etheridge aus dem Film Eine unbequeme Wahrheit (Autor: Melissa Etheridge)
  - There's Nothing Like a Show on Broadway von Mel Brooks aus dem Film The Producers (Autoren: Nathan Lane, Matthew Broderick)
  - Travelin’ Thru von Dolly Parton aus dem Film Transamerica (Autor: Dolly Parton)

## Komposition / Arrangement
Beste Instrumentalkomposition (Best Instrumental Composition):
- A Prayer for Peace von John Williams (Komponist: John Williams)
- nominiert waren außerdem:
  - Argument von Taylor Eigsti (Komponist: Taylor Eigsti)
  - A Concerto in Swing vom Henry Mancini Institute Orchestra & Big Band (Komponist: Patrick Williams)
  - Sayuri's Theme and End Credits von John Williams, Yo-Yo Ma & Itzhak Perlman (Komponist: John Williams)
  - Valentine von Fred Hersch (Komponist: Fred Hersch)

Bestes Instrumentalarrangement (Best Instrumental Arrangement):
- Three Ghouls von Chick Corea (Arrangement: Chick Corea)
- nominiert waren außerdem:
  - Attack of the Killer Tomatoes von Gordon Goodwin's Big Phat Band (Arrangement: Gordon Goodwin)
  - Three Women von Gil Goldstein (Arrangement: Gil Goldstein)
  - Tom & Eddie vom Henry Mancini Institute Orchestra & Big Band (Arrangement: Patrick Williams)
  - Up From the Skies vom Vanguard Jazz Orchestra (Arrangement: Jimmy McNeely)

Bestes Instrumentalarrangement mit Gesangsbegleitung (Best Instrumental Arrangement Accompanying Vocalist(s)):
- For Once in My Life von Tony Bennett & Stevie Wonder (Arrangement: Jorge Calandrelli)
- nominiert waren außerdem:
  - Good Morning Heartache von Chris Botti & Jill Scott (Arrangement: Gil Goldstein, Greg Phillinganes)
  - My Flame Burns Blue (Blood Count) von Elvis Costello mit dem Metropole Orkest (Arrangement: Vince Mendoza)
  - Stardust von der Dizzy Gillespie All-Star Big Band (Arrangement: Slide Hampton)
  - Suninga von Gil Goldstein (Arrangement: Gil Goldstein)

## Package
Bestes Aufnahme-Paket (Best Recording Package):
- 10,000 Days von Tool (Künstlerischer Leiter: Adam Jones)
- nominiert waren außerdem:
  - The Best Worst-Case Scenario von Fair (Künstlerischer Leiter: Ryan Clark)
  - Personal File von Johnny Cash (Künstlerischer Leiter: Randall Martin)
  - Reprieve von Ani DiFranco (Künstlerische Leitung: Ani DiFranco, Brian Grunert)
  - Versions von der Thievery Corporation (Künstlerische Leitung: Neal Ashby, Matthew Curry)

Beste Box oder limitierte Spezialausgabe (Best Boxed Or Special Limited Edition Package):
- Stadium Arcadium von den Red Hot Chili Peppers (Künstlerische Leitung: Flea, John Frusciante, Anthony Kiedis, Chad Smith, Matt Taylor)
- nominiert waren außerdem:
  - The Cellar Door Sessions 1970 von Miles Davis (Künstlerische Leitung: Howard Fritzson, Dan Ichimoto, Seth Rothstein)
  - Fonotone Records von verschiedenen Interpreten (Künstlerische Leitung: Susan Archie, Henry Owings)
  - A Life Less Lived – The Gothic Box von verschiedenen Interpreten (Künstlerische Leitung: Hugh brown, Jean Krikorian)
  - One Kiss Can Lead To Another: Girl Group Sounds Lost & Found von verschiedenen Interpreten (Künstlerische Leitung: Hugh Brown, Sheryl Farber, Maria Villar)

## Album-Begleittext
Bester Album-Begleittext (Best Album Notes):
- If You Got To Ask, You Ain't Got It! von Fats Waller (Verfasser: Dan Morgenstern)
- nominiert waren außerdem:
  - Good For What Ails You: Music Of The Medicine Shows, 1926–1937 von verschiedenen Künstlern (Verfasser: Marshall Wyatt)
  - Lost Sounds: Blacks And The Birth Of The Recording Industry 1891–1922 von verschiedenen Interpreten (Verfasser: Tim Brooks)
  - Pirate Radio von den Pretenders (Verfasser: Ben Edmonds)
  - There Is A Season von den Byrds (Verfasser: David Fricke)

## Historische Aufnahmen
Bestes historisches Album (Best Historical Album):
- Lost Sounds: Blacks And The Birth Of The Recording Industry 1891–1922 von verschiedenen Interpreten (Produzenten der Zusammenstellung: Meagan Hennessey, Richard Martin; Technik: Tim Brooks, David Giovannoni, Richard Martin)
- nominiert waren außerdem:
  - Good For What Ails You: Music Of The Medicine Shows, 1926–1937 von verschiedenen Interpreten (Produzent der Zusammenstellung: Marshall Wyatt; Technik: Christopher King, Robert Vosgien)
  - One Kiss Can Lead To Another: Girl Group Sounds Lost & Found von verschiedenen Interpreten (Produzenten der Zusammenstellung: Sheryl Farber, Gary Stewart; Technik: Dan Hersch, Bill Inglot, Dave Schultz)
  - Poetry On Record: 98 Poets Read Their Work (1888–2006) von verschiedenen Interpreten (Produzentin der Zusammenstellung: Rebekah Presson Mosby; Technik: Randy Perry)
  - Rockin' Bones: 1950's Punk & Rockabilly von verschiedenen Interpreten (Produzenten der Zusammenstellung: James Austin, Cheryl Pawelski; Technik: Bill Inglot, Dave Schultz)

## Produktion (ohne klassische Musik)
Beste Abmischung eines Albums (Best Engineered Album, Non-Classical):
- "At War With the Mystics" von den Flaming Lips (Technik: Flaming Lips, Dave Fridmann)
- nominiert waren außerdem:
  - "Adieu False Heart" von Linda Ronstadt & Ann Savoy (Technik: Gary Paczosa)
  - "Like Red On A Rose" von Alan Jackson (Technik: Brandon Bell, Terry Christian, Gary Paczosa)
  - "The Phat Pack" von Gordon Goodwin's Big Phat Band (Technik: Marcelo Pennell, Dean Shareno, Tommy Vicari)
  - "Suitcase" von Keb’ Mo’ (Technik: Rik Pekkonen, John Porter)

Produzent des Jahres (Producer Of The Year, Non-Classical):
- Rick Rubin
- nominiert waren außerdem:
  - Howard Benson
  - T Bone Burnett
  - Danger Mouse
  - Will.i.am

Beste Remix-Aufnahme (Best Remixed Recording, Non-Classical):
- Talk (Thin White Duke Mix) von Coldplay (Remix: Jacques Lu Cont)
- nominiert waren außerdem:
  - Be Without You (Moto Blanco Vocal Mix) von Mary J. Blige (Remix: Moto Blanco)
  - Damage Thorn (Buick Project Remix) von Tiefschwarz & Tracey Thorn (Remix: Buick Project)
  - Déjà vu (Freemasons Club Mix – No Rap) von Beyoncé (Remix: Russell Small, James Wiltshire)
  - World Hold On (E-Smoove Remix) von Bob Sinclar (Remix: E-Smoove)

## Raumklang
Bestes Raumklang-Album (Best Surround Sound Album):
- "Morph The Cat" von Donald Fagen
- nominiert waren außerdem:
  - "Immortal Nystedt" vom Ensemble 96 unter Leitung von Øystein Fevang
  - "Long Walk To Freedom" von Ladysmith Black Mambazo
  - "Straight Outta Lynwood" von Weird Al Yankovic
  - "A Valid Path" von Alan Parsons

## Produktion (Klassische Musik)
Beste Abmischung eines Albums (Best Engineered Album, Classical):
- "Elgar: Enigma Variations; Britten: The Young Person's Guide To The Orchestra, Four Sea Interludes" vom Cincinnati Symphony Orchestra unter Leitung von Paavo Järvi (Technik: Michael Bishop)
- nominiert waren außerdem:
  - "Látigo" vom Quartet San Francisco (Technik: Leslie Ann Jones, Judy Kirschner)
  - "Mahler: Symphony No. 2" von Christine Schäfer, Michelle DeYoung, dem Wiener Singverein und den Wiener Philharmonikern unter Leitung von Pierre Boulez (Technik: Wolf-Dieter Karwatky, Rainer Maillard)
  - "Requiem" von Craig Hella Johnson & Conspirare (Technik: John Newton)
  - "Vaughan Williams: Mass In G Min., And Other A Cappella Works" vom Kammerchor des Atlanta Symphony Orchestra unter Leitung von Norman Mackenzie (Technik: Jack Renner)

Produzent des Jahres (Producer Of The Year, Classical):
- Elaine Martone
- nominiert waren außerdem:
  - Manfred Eicher
  - Stephen Johns
  - James Mallinson
  - Sid McLauchlan

## Klassische Musik
Bestes Klassik-Album (Best Classical Album):
- "Mahler: Symphony No. 7" vom San Francisco Symphony unter Leitung von Michael Tilson Thomas (Produzent: Andreas Neubronner)
- nominiert waren außerdem:
  - "Beethoven: Symphonies Nos. 1-9" vom London Symphony Orchestra unter Leitung von Bernard Haitink (Produzent: James Mallinson)
  - "Lieberson: Rilke Songs, The Six Realms, Horn Concerto" von Justin Brown, Donald Palma, Michaela Fukacova, Lorraine Hunt Lieberson, William Purvis, Peter Serkin und dem Odense Symphony Orchestra (Produzent: David Starobin)
  - "Martha Argerich And Friends: Live From The Lugano Festival 2005" von Martha Argerich And Friends (Produzent: Ulrich Ruscher)
  - "Mozart: La Clemenza Di Tito" von Marie-Claude Chappuis, Bernarda Fink, Sergio Foresti, Sunhae Im, Mark Padmore, Alexandrina Pendatchanska und dem Freiburger Barockorchester unter Leitung von René Jacobs (Produzent: Martin Sauer)

Beste Orchesterdarbietung (Best Orchestral Performance):
- Mahler: Symphony No. 7 vom San Francisco Symphony unter Leitung von Michael Tilson Thomas
- nominiert waren außerdem:
  - Bax: Tone Poems vom BBC Philharmonic unter Leitung von Vernon Handley
  - Glazunov: Symphonies 4 & 7 vom Royal Scottish National Orchestra unter Leitung von José Serebrier
  - Mahler: Symphony No. 6 In A Min. vom Festivalorchester Budapest unter Leitung von Iván Fischer
  - Prokofiev: The Complete Symphonies vom London Symphony Orchestra unter Leitung von Waleri Gergijew

Beste Opernaufnahme (Best Opera Recording):
- Golijov: Ainadamar: Fountain Of Tears von Kelley O’Connor & Dawn Upshaw, den Women Of The Atlanta Symphony Orchestra Chorus und dem Atlanta Symphony Orchestra unter Leitung von Robert Spano (Produzenten: Valérie Gross, Sid McLauchlan)
- nominiert waren außerdem:
  - Bennett: The Mines Of Sulphur von Brian Anderson, Dorothy Byrne, Beth Clayton, Kristopher Irmiter, Brandon Jovanovich, James Maddalena, Michael Todd Simpson & Caroline Worra und dem Glimmerglass Opera Orchestra unter Leitung von Stewart Robertson (Produzent: Blanton Alspaugh)
  - Mozart: La Clemenza Di Tito von Marie-Claude Chappuis, Bernarda Fink, Sergio Foresti, Sunhae Im, Mark Padmore, Alexandrina Pendatchanska, dem RIAS Kammerchor und dem Freiburger Barockorchester unter Leitung von René Jacobs (Produzent: Martin Sauer)
  - Smetana: The Bartered Bride von Yvette Bonner, Paul Charles Clarke, Neal Davies, Susan Gritton, Kit Hesketh-Harvey, Yvonne Howard, Robin Leggate, Diana Montague, Geoffrey Moses, Timothy Robinson & Peter Rose, dem Royal Opera Chorus und dem Philharmonia Orchestra unter Leitung von Sir Charles Mackerras (Produzent: Brian Couzens)
  - Verdi: La Traviata von Thomas Hampson, Anna Netrebko & Rolando Villazón, der Konzertvereinigung Wiener Staatsopernchor und den Wiener Philharmonikern unter Leitung von Carlo Rizzi (Produzent: Rainer Maillard)

Beste Chordarbietung (Best Choral Performance):
- Pärt: Da Pacem Estonian Philharmonic Chamber Choir unter Leitung von Paul Hillier
- nominiert waren außerdem:
  - Immortal Nystedt vom Bærum Vokalensemble und dem Ensemble 96 unter Leitung von Øystein Fevang
  - Mozart: Great Mass In C Min. von Sarah Connolly, Neal Davies, Timothy Robinson & Camilla Tilling und dem Gabrieli Consort & Players unter Leitung von Paul McCreesh
  - Requiem von Conspirare unter Leitung von Craig Hella Johnson
  - Whitacre: Cloudburst And Other Choral Works von Thomas Guthrie, Elin Manahan Thomas & Simon Wall und Polyphony unter Leitung von Stephen Layton

Beste Soloinstrument-Darbietung mit Orchester (Best Instrumental Soloist(s) Performance With Orchestra):
- Messiaen: Oiseaux Exotiques (Exotic Birds) von Angelin Chang und dem Cleveland Chamber Symphony unter Leitung von John McLaughlin Williams
- nominiert waren außerdem:
  - Brahms: The Piano Concertos von Nelson Freire und dem Gewandhausorchester unter Leitung von Riccardo Chailly
  - Henze: Violin Concertos Nos. 1 And 3 von Peter Sheppard Skaerved und dem Rundfunk-Sinfonieorchester Saarbrücken unter Leitung von Christopher Lyndon-Gee
  - Rachmaninov: Piano Concertos 1 & 2 von Leif Ove Andsnes und den Berliner Philharmonikern unter Leitung von Antonio Pappano
  - Schmidt: Concertos von Ulla Miilmann und dem Danish National Symphony Orchestra unter Leitung von Ole Schmidt

Beste Soloinstrument-Darbietung ohne Orchester (Best Instrumental Soloist(s) Performance Without Orchestra):
- Chopin: Nocturnes von Maurizio Pollini
- nominiert waren außerdem:
  - Bach: The Sonatas And Partitas For Violin Solo von Gidon Kremer
  - Bacheler: The Bachelar's Delight von Paul O’Dette
  - Beethoven: The Piano Sonatas, Vol. II von András Schiff
  - Primrose: Viola Transcriptions von Roberto Díaz mit Robert Koenig

Beste Kammermusik-Darbietung (Best Chamber Music Performance):
- Intimate Voices vom Emerson String Quartet
- nominiert waren außerdem:
  - Chamber Works For Winds And Strings By Mozart von den Chicago Chamber Musicians
  - Corigliano: Violin Sonata, Etude Fantasy von Andrew Russo mit Corey Cerovsek und Steven Heyman
  - Martha Argerich And Friends: Live From The Lugano Festival 2005 von Martha Argerich And Friends
  - Shostakovich: Piano Trios 1 & 2, Seven Romances On Verses By Alexander Blok vom Beaux Arts Trio

Beste Darbietung eines Kleinensembles (Best Small Ensemble Performance):
- Padilla: Sun Of Justice von der Los Angeles Chamber Singers' Cappella unter Leitung von Peter Rutenberg
- nominiert waren außerdem:
  - Angel Dances von den 12 Cellisten der Berliner Philharmoniker
  - Ikon von The Sixteen unter Leitung von Harry Christophers
  - Miguel De Cervantes – Don Quijote De La Mancha – Romances Y Músicas von Hespèrion XXI und La Capella Reial De Catalunya unter Leitung von Jordi Savall
  - Shostakovich/Sviridov/Vainberg: Chamber Symphonies von Juri Baschmet und Moskauer Solisten

Beste klassische Gesangsdarbietung (Best Classical Vocal Performance):
- Rilke Songs von Lorraine Hunt Lieberson mit Peter Serkin
- nominiert waren außerdem:
  - Britten: Song Cycles von Ian Bostridge mit Radek Baborák und den Berliner Philharmoniker unter Leitung von Sir Simon Rattle
  - Canciones Argentinas von Bernarda Fink und Marcos Fink mit Carmen Piazzini
  - Betrachte, meine Seele von Thomas Quasthoff und der Staatskapelle Dresden unter Leitung von Sebastian Weigle
  - Songs Of Amy Beach von Patrick Mason mit Joanne Polk

Beste zeitgenössische klassische Komposition (Best Classical Contemporary Composition):
- Golijov: Ainadamar: Fountain Of Tears von Robert Spano (Komponist: Osvaldo Golijov)
- nominiert waren außerdem:
  - Boston Concerto von Oliver Knussen (Komponist: Elliott Carter)
  - The Here And Now von Robert Spano (Komponist: Christopher Theofanidis)
  - Paul Revere's Ride von Robert Spano (Komponist: David Del Tredici)
  - A Scotch Bestiary von James MacMillan (Komponist: James MacMillan)

Bestes klassisches Crossover-Album (Best Classical Crossover Album):
- "Simple Gifts" von Bryn Terfel, den London Voices und dem London Symphony Orchestra
- nominiert waren außerdem:
  - "The Film Music Of Erich Wolfgang Korngold" vom BBC Philharmonic unter Leitung von Rumon Gamba
  - "Invention & Alchemy" von Deborah Henson-Conant und dem Grands Rapids Symphony unter Leitung von David Lockington
  - "Látigo" vom Quartet San Francisco mit John Santos
  - "Song Zu Ying: The Diva Goes To The Movies" von Song Zu Ying und dem China National Symphony Orchestra

## Musikvideo
Bestes Musik-Kurzvideo (Best Short Form Music Video):
- Here It Goes Again von OK Go
- nominiert waren außerdem:
  - 8th Of November von Big & Rich
  - When You Were Young von den Killers
  - Dani California von den Red Hot Chili Peppers
  - Writing On The Walls von Underoath

Bestes Musik-Langvideo (Best Long Form Music Video):
- Wings For Wheels: The Making Of Born To Run von Bruce Springsteen
- nominiert waren außerdem:
  - Flow: Living In The Stream Of Music von Terence Blanchard
  - Directions von Death Cab for Cutie
  - Demon Days – Live In Manchester von den Gorillaz
  - I'm Going To Tell You A Secret von Madonna

## Special Merit Awards

### Grammy Lifetime Achievement Award
- Booker T. & the M.G.’s
- The Doors
- Grateful Dead
- Ornette Coleman
- Joan Baez
- Maria Callas
- Bob Wills

Trustees Award
- Estelle Axton
- Cosimo Matassa
- Stephen Sondheim